# Working equitation
Working equitation je jezdecká disciplína. Jde o tradiční pracovní jezdectví aplikované na koně pracující s dobytkem. Cílem tedy je poslušný, obratný, rychlý a všestranně využitelný kůň, perfektně zvládající jak drezuru na obdélníku, tak překonávání rozmanitých překážek nebo práci s dobytkem. Protože práce s koněm v terénu občas vyžaduje jednu ruku volnou, například pro otevření branky, přenesení břemene atp., working equitation též ve vyšších třídách zahrnuje ovládání koně pouze jednou rukou. Soutěže bývají ukázkovým příkladem etnografické a kulturní přehlídky tradičních krojů a jezdeckého vybavení každé země. S workingem začínají děti již od dvou let – třída V (s vodičem). Od roku 2018 je přidaná nová třída L, kde je základním chodem cval. Tato třída je velice oblíbená a pomáhá připravit jezdecké dvojice do vyšší třídy S.

## Předepsané testy

### Drezurní test
Elegance! Drezurní test se odehrává v klasickém drezurním obdélníku 20x40m za zvuku hudby. V ČR jsou zatím předepsané úlohy s danými sekvencemi cviků v přesném pořadí, jako jsme zvyklí na klasických drezurách. V zahraničí mají některé země ve vyšších třídách pouze předepsané povinné cviky bez přesně daného pořadí.

### Test ovladatelnosti
Preciznost! Při testu ovladatelnosti má jezdec s koněm za úkol překonat různorodé překážky, které vychází z práce s koněm v terénu (přechod můstku, průjezd brankou, přechod různorodého povrchu, setkání se živými zvířaty, skok přes balíky slámy, práce s garrochou...). V ČR je základním chodem třídy Z klus, ve vyšších třídách cval. Změny směru se provádí letmým přeskokem, ve třídě S je povolena i jednoduchá změna cvalu přes zastavení či krok.
Test je hodnocen známkou za každou překážku a souhrnnými známkami (0–10 bodů). Během celého testu se hodnotí pravidelnost a plynulost překonávání překážek i pohybu mezi nimi, jistota koně a jeho ochota spolupracovat, způsob a kvalita provedení změn směrů, udílení pomůcek jezdcem, takt, uvolnění, přilnutí, kmih a ve vyšších třídách i narovnání a shromáždění.

### Test rychlosti
Adrenalin! Nejoblíbenější test mezi jezdci i diváky, kde se snoubí adrenalin, rychlost a šikovnost. Jezdec s koněm překonávají stejné překážky jako při testu ovladatelnosti, ale tentokrát je hlavním měřítkem doba a čistota projetí. Měří se celkový čas projetí testu, od kterého se odečítají trestné sekundy za chyby (převržení barelu, dotek kavalety apod.).

### Test s dobytkem
S tímto testem se setkáte převážně na mezinárodních závodech či ve vyšších národních týmových soutěžích. V ČR se zatím tento test na závodech příliš nevidí. Úkolem týmu je oddělit určené tele od stáda, zahnat je do vyhrazeného prostoru a udržet je v něm určitý čas.